# 在臺香港人
在臺香港人（另稱香港裔臺灣人）是指居住在臺灣的香港人，其中包括前往臺灣就學、就業、與臺灣人結婚及移民臺灣的香港人。按目前中華民國憲法增修條文架構定義，在臺的香港居民既非外國人亦非無國籍者。在臺香港人有的是短期居留、有的已經獲得長期居留資格、也有部份已經取得完整的中華民國國民身份，為台灣新住民的來源之一。

## 歷史
英屬香港管辖的香港島、九龍半島由清政府割让，新界则是租借。自國民革命軍北伐起，中華民國政府一直主張廢除所謂不平等條約，收回港九。1943年1月11日，國民政府與英國簽訂平等新約時，即因收回港九問題未獲解決，曾經正式照會英國，保留日後提出之權利。1949年兩岸分治、國府遷台。1950年，英国与中华民国断交、与中华人民共和国建交。1984年，英国政府与中华人民共和国政府签署中英聯合聲明。当日，中華民國外交部发表声明，重申香港为中华民国固有领土。
香港開埠後，中港兩地仍自由往来。至1950年代初，港深边界方才有邊境管制。1949年后，中华民国政府仍將香港華裔居民视为中華民國國民，即华侨、無戶籍國民。自1951年起，重視僑生的中華民國政府每年都撥出數千萬元的教育經費，資助香港、澳門、新加坡、馬來西亞等地的海外華裔僑生到臺灣升學，总人数为13.8万。香港僑生约占四分之一，估計在四至五萬人之间。香港主權移交前，所有香港僑生都可以自動領取中華民國國民身份證，因而可具投票權。1989年六四天安門事件過後，香港移民臺灣的人數達到一年逾3,000人。
香港、澳門主權移交至中华人民共和国之後，港澳華裔居民自動转化为完全的中华人民共和国公民。中华民国政府将港澳定位于有别于大陆地区的特别区域，不再是侨区。中华民国政府不再向港澳居民核发华侨身份证明书。中華民國政府在1997年制定《香港澳門關係條例》，对港澳居民相关事宜进行管理。港澳居民可通过申请香港澳門居民臺灣地區居留證，取得台灣地區的居留權。
2012年，移居臺灣的香港人逾600人，達到2001年以來之高峰，比較過去幾年平均每年約200人，急升兩倍。在臺灣找回自由民主的核心價值是移民的重要原因之一。
截至2016年12月，臺灣已經接納了71,263名香港和澳門前居民。獲得臺灣居住身份需要有600萬新臺幣的投資，也有一些香港人跟臺灣人結婚獲得居住權，另有一些人以學生身份來到臺灣。
2017年的报道，根據中華民國內政部移民署統計，2012年起，港澳人士來台居留逐年攀升，2012年有8624人，2016年為15449人，5年成長79%；2017年1至9月居留人數為1萬4273人。
2020年6月，內政部移民署移民事務組居一科在官方网站发布的，港澳居民近年來臺居留、定居人数，民国104年（2015年）891人，105年（2016年）1273人，106年（2017年）1251人，107年（2018年）1267人，108年（2019年）1667人。并指“臺灣較為輕鬆的生活步調、較小的生活壓力、風景與人情味都是吸引港澳民眾來臺的因素。”
根據台灣內政部移民署統計，2019年赴台灣居留港人有5,858人、定居1,474人；2020年居留10,813 人、定居1,576人；2021年居留11,173 人、定居1,685人。
2022年，香港赴台灣居留和定居的人數明顯減少，居留降至8945人，年減19.94%；定居驟減至1296人，年減23.09%。港人居留和定居出現大幅「雙降」，許多港人反映申請遭刁難、審查期拉長、加諸國安背景調查等，已造成越來越多港人不願繼續留台，選擇返回香港，甚至是「二度移民」，遠赴英國、加拿大或澳洲。2023年居留6,626人、定居1,432人。
2025年初，有消息指台灣政府研議修改港澳居民的居留制度，依親、投資或專業人員移民，或由原本居留一年即可申請定居，延長至四年。另外，或會為港澳居民新增長期居留制度，性質介於居留與定居之間，類似其他國家的永久居留，但不能領取當地身份證及在當地投票。

## 移民原因
2013年，香港電台的《鏗鏘集》與商業電台的《十八樓C座》不約而同推出以「移民臺灣」為專題的節目。前者透過多個故事道出香港人移民臺灣的原由，有人覺得偏重地產金融使到香港核心價值失色，年輕一代發展有限，有人表示移民臺灣是給自己一個機會；後者說現在熱衷移民臺灣是香港人特有的罷工抵制行動。一位28歲的香港新移民在臺南購買了3房2廳的房，此價格在香港連一間小套房都不能夠購買，「這邊很適合生活，如果在香港要有這樣的陽台，應該是不可能的事情，以我這樣的收入的話。」香港立法會議員梁家傑質詢時也說：「很多人說要移民台灣，香港的問題又不是沒錢沒地，而是缺少一個具民主認受性、具願景的政府。」。 一批反對中國共產黨、不滿香港生活品質及福利受到雙非影響的香港年輕人在臉書上成立「Evacuation to Taiwan （页面存档备份，存于）」（撤退到臺灣）專頁，積極了解臺灣房市及人文狀況，號召香港年輕人認識臺灣及移居臺灣。
中華民國大陸委員會與內政部移民署官員也上香港節目，解說「投資五百萬」移民的條件。
亦有過去從未投票的香港人移居臺灣後，願意服兵役，也參與中華民國總統及副總統在臺灣之公民直接選舉與罷免。在臺北創業的黃先生認為如果他的下一代在臺灣成長，會有比較寬廣的思想空間。「我來臺灣是希望互相得益的，就是我找到一個地方是值得我去花生命在這個地方，是一個互相貢獻的地方。」
根據內政部移民署統計，香港居民申請移居臺灣的人數由以往的每月不到百人，至2013年來每月均逾百人，至9月升幅至632人，相等於先前數月平均數的6倍。
中華民國內政部移民署統計，自2012年起，港澳人士來台居留逐年攀升，2012年有8624人，到了2016年攀升至15449人，在5年內大幅成長79%；而2017年1至9月居留人數已達1萬4273人。
2018年，大陸委員會拍攝短片「臺港交流」，前香港歌手蔣雅文用廣州話說出臺灣魅力在於「大家可以更加暢所欲言，自由自在做自己」。
2019年反對逃犯條例修訂草案運動開始後，移民臺灣的香港人數目大增。2019年，港澳居民移居台灣的人數有1667人，是2015年的近兩倍。2020年的1月到8月之間，港人來台的居留與定居許可人數為5,653人，較2018年全年5,238人多出415人。《港版國安法》自2020年7月實施以來，香港出現移民潮，不少香港人選擇移民台灣。除一般移民外，不少參與反送中運動的抗爭者為避免被港府檢控而離開香港，台灣因語言相通、文化相近，成為了不少香港抗爭者流亡首選。甚至有被限制出境的抗爭者偷渡到台灣

## 移民經驗
已移民臺灣的香港人認為臺灣的生活步調節奏較悠閒輕鬆，不是每個人都需要「停不下來的商務生活」，不想活在又急又擠的環境。習慣自由風氣的港人，也不太適應九七後的社會氣氛與更加吵雜擁擠的空間。田園風光與居住環境品質也是移民台灣的誘因之一，有港人說：「台灣贏在風景和人情味」，尤其住鄉下的日子很寫意，「路上遇到的人常講臺語，真的聽不懂，但臉上都有笑容，一看就很舒服」、「在臺灣大家都可以騎摩托車，感覺很自由，我們在香港每天都在趕著坐捷運。」臺灣和香港距離近、語言相通、大學教育選擇多、消費物價可接受也都是港人到臺灣定居的理由，臺灣也因而出現不少由香港主廚操刀的道地港式口味餐廳。
2013年與家人移民臺南市的古小姐表示自小已有親人移民臺灣，常到臺灣旅遊、探親，完全沒有陌生感。2009年高鐵爭議、2010年政改爭議、2011年曾蔭權豪宅風波、2012年反國教運動等均使她與家人對香港前景感到灰心而下定決心移民。尤其2012年梁振英「爆冷」成為香港特首的整個操作讓她覺得很意外。她說「感覺到政府的態度好像是越來越明顯有些事情要做，而他們的方向不是那麼好，也不是為民設想，有些政策你會覺得有些恐怖。...中國共產黨的政策一直都是想愚民、想你聽話，不要有反抗，文革到現在可能都是那樣，只不過手法有些不同。」古小姐說：她祖母是香港出生的，未接受過教育，但她會從民生方面覺得為何我現在買東西買不到或貴了那麼多？這麼多大陸人？我祖母不太喜歡，因為覺得很髒。她可能都有身份認同的危機，只是想不到適當的詞彙說出來，她只會說你們快些走吧，香港已經不是以前的香港了。
不少過去從不投票的香港人到臺灣追夢後，不只願意服兵役，也親自投票選舉總統，直接參與政治，尋找「當家作主」的真民主。
在臺北市創業的黃先生認為如果他的下一代在民主臺灣成長，會有比較寬廣的思想空間。「我來台灣是希望互相得益的，就是說我找到一個地方是值得花生命在這個地方，是一個互相貢獻的地方。」台灣的優勢是租金較香港便宜，經濟結構以中小企業為主，不完全由大財團壟斷，而且有較佳的科研基礎，也有很多在外國受教育回流的人才，但缺點是不夠國際化。
曾智華曾寫：走遍美加澳及中國所有城市，小弟得出的結論，退休港人最理想的移民城市，是大台中。過去三年半，我走遍台中市、彰化、苗栗、南投，充分體驗大台中生活形態，今年更出版了《肥碌食住遊台中》。親身經歷，肯定這裏是移民首選之地，尤其適合香港退休人士。
2020年2月11日，陸委會以「防疫優先」為由，禁止包括已經持有有效台灣居留證的港澳籍人士入境（但台灣人的港澳籍配偶不在此限），直至2020年6月底為止。影響大約七千人，以留學生為主。

## 移民限制
2022年11月，台灣政府增加資料審查、緊縮專業和投資移民門檻，使不少準備移居台灣的港人對新增的審查條件感到不滿，最後選擇移民他國。據美國之音報導，其中一位最初選定台灣的林女士曾任職地鐵公司，但因地鐵公司由港府注資，申請移民一直被卡，因此對台灣政府拖延的態度讓申請人心灰意冷，只能最後選擇放棄。
2023年5月，陸委會表示當局正研究修正「香港澳門居民進入台灣地區及居留定居許可辦法」，原先港人只要符合2個條件即可申請定居，但計劃改為最少居留台灣四年才可申請，被視為是阻撓香港人移民台灣之舉措。
受限於移民限制，根據台移民署統計，港人定居許可人數方面，2022年只有1296人，較2020年的1685人大減23%；較2020年的1576人、2019年的1474人，人數呈下滑趨勢。而在居留許可方面，同樣出席大減幅，2022年港人居留許可人數8945人，較前年創下歷史新高的11173人，減幅近兩成。
2025年，「賴17條」出台後將增列港澳居民定居前的長期居留規定，同時也有立委提案將港澳居民定居規定必須比照兩岸條例提出銷戶證明。

## 知名人士
- 古龍
- 朱衛茵
- 周華健
- 杜汶澤
- 林百里
- 馮淬帆
- 邰正宵
- 郭靜
- 曾寶儀
- 王傑
- 王寵惠
- 李美鳳
- 王馨平
- 天航
- 曾慶瑜
- 曾啟榮
- 呂樂
- 韓森
- 馬惜珍
- 何世禮
- 何潤東
- 馮明珠
- 胡金銓
- 李翰祥
- 梁文韜
- 蔣雅文
- 林榮基
- 胡健
- 黃秋生
- 蕭若元
- 黃毓民
- 陳健民
- 沈旭暉
- 林夕
- 房祖名
- 余文樂
- 古斌
- 陳慧
- 張啟樂
- 董敏莉
- 中出羊子
- 鄭立
- 楊逸朗
- 何泳彤
- 廖偉棠
- 邱士峻
- 曾志豪
- 梁芷珊
- 李軒朗
- 李政熙
- 謝傲霜

## 外部連結
- 異鄉是故鄉：香港年輕人定居台灣追夢（页面存档备份，存于）, BBC中文網, 2013年12月13日
- 移民台灣：上、下, 彭博商業周刊, 2013-11-28/29
- 專題: 港人移民系列：（3）- “香港很陌生，移民到台灣”（页面存档备份，存于） （2013-09-25）、（4）- “民主、反共到台灣 ”（页面存档备份，存于） （2013-10-09）、（5）-“創業在台灣”（页面存档备份，存于） （2013-11-20）、（6）-“僑生在台灣” （页面存档备份，存于）, 自由亞洲電台
- 凌峰（林保華），永遠的新移民（页面存档备份，存于），《開放雜誌》，2011-04-06
- 曾智華:退休移民最佳選擇,（页面存档备份，存于）